# Cymatopsygma flabelliferum
Cymatopsygma flabelliferum is een rechtvleugelig insect uit de familie Thericleidae. De wetenschappelijke naam van deze soort is voor het eerst geldig gepubliceerd in 1896 door Karsch.